# Kannatha, Mulbagal
Kannatha là một làng thuộc tehsil Mulbagal, huyện Kolar, bang Karnataka, Ấn Độ.